# علم الأمراض الشرعي

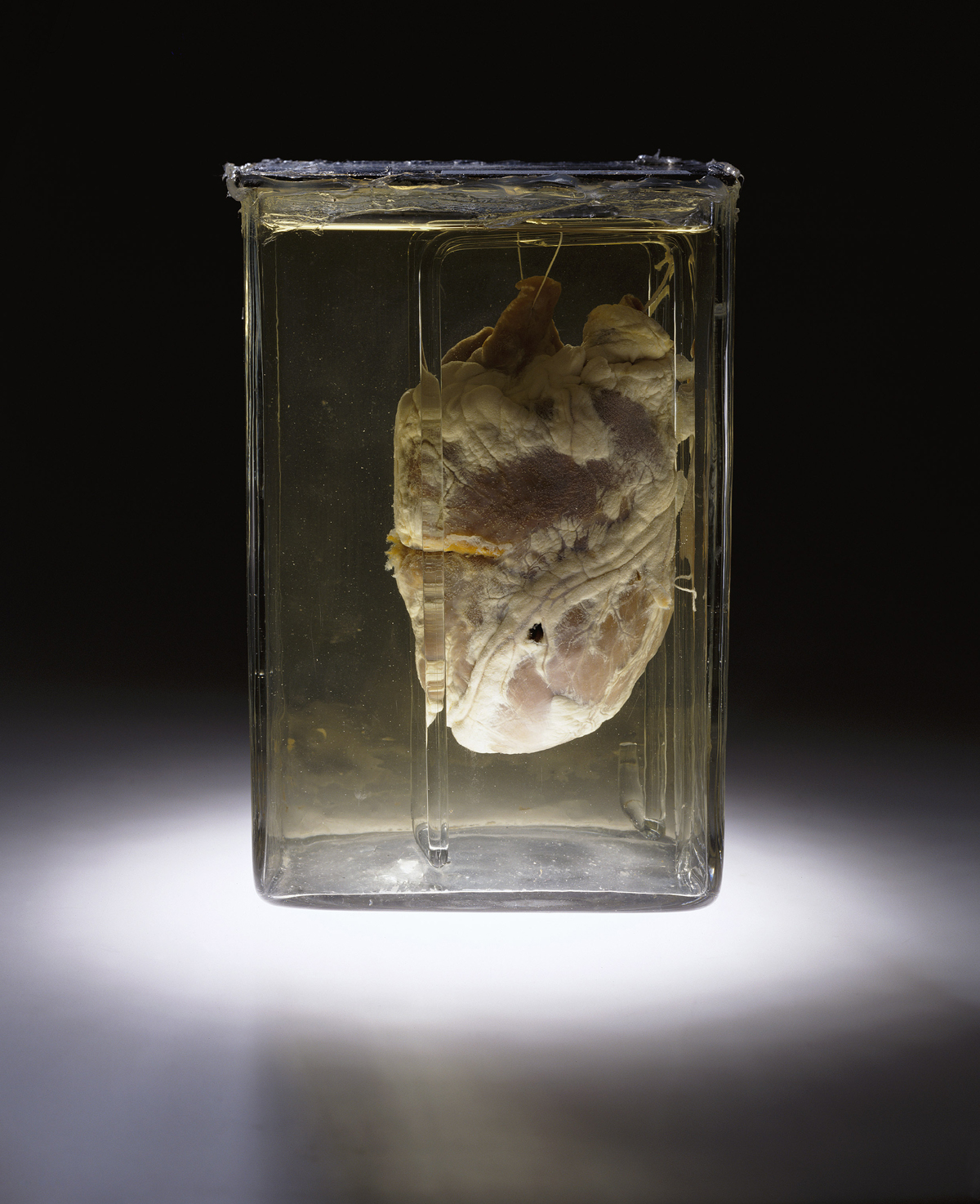
قلب ضحية جريمة قتل.

علم الأمراض الجنائي هو علم الأمراض الذي يُركز على تحديد سبب الوفاة من خلال فحص الجثة. ويُجرى تشريح الجثة من قبل طبيب شرعي، ويكون ذلك عادةً خلال التحقيق في قضايا القانون الجنائي أو قضايا القانون المدني في بعض الأنظمة القضائية. مُحَقِّقو الوفيات والأطباء الشرعيون يطلب منهم مراراً وتكراراً تأكيد هُوية الجثة.

## الواجبات
يُعد علم الأمراض الجنائي أحد تطبيقات الطب الشرعي. ويكون الأمراضي الجنائي طبيباً قد أكمل تدريبه في مجال علم الأمراض التشريحي ثم تخصص في علم الأمراض الجنائي. وتختلف متطلبات التأهيل الكامل في هذا المجال من بلد لآخر.
ويُجري الأمراضي الجنائي اختبارات تشريح الجثة لتحديد سبب الوفاة، وعموما فإن تقرير التشريح يتضمن رأي المشرح في كل من:
- العملية المرضيّة، والإصابات أو الأمراض التي تسببت مباشرةً سهَّلَ حدوث سلسلة من الأحداث أدت إلى وفاة الشخص أو ما يُعرف باسم آلية الوفاة، مثل الطلقة في الرأس، أو نزيف بسبب طعنة، أو الخنق باليد أو برباط، أو نوبة قلبية ناتجة عن مرض الشريان التاجي وما إلى ذلك.
- طريقة الوفاة، أو الظروف المحيطة بسبب الوفاة والتي تتضمن في أكثر الأنظمة القضائية كل من[1] جريمة القتل أو الوفاة العرضية أو الموت الطبيعي أو الموت غير محدد السبب.

إضافة لذلك، فإن عملية التشريح توفر فرصة لأي قضية أخرى قد تظهر لتكون على علاقة بالوفاة، مثل جمع الآثار أو تحديد هُوية المُتوفى.

## وصلات خارجية
- معهد علم الأدلة الجنائية الأمريكي
- جمعية العلوم الجنائية
- الاتحاد البريطاني للطب الشرعي
- البريطانية لتعيين الهوية
- الطب الشرعي لطلبة الطب
- الطب الجنائي والشرعي الكلية الملكية للأطباء
- الكلية الملكية للأمراضيين في أستراليا
- البنجاب للطب وعلم السموم الشرعيين
- كتب عن علم الأمراض الجنائي.

### دراسة الطب الشرعي
- برنامج الماجستير في الطب الشرعي عبر الشابكة -جامعة فلوريدا
- مصادر الطب الشرعي